# Nsanje
Nsanje   este un oraș  în  Malawi, pe râul Shire. Este reședința  districtului  Nsanje.